# Aetana kinabalu
Aetana kinabalu là một loài nhện trong họ Pholcidae. Loài này được phát hiện ở Borneo.